# Десанты при освобождении материковой Эстонии
Деса́нты при освобождении материковой Эстонии — серия тактических десантов Балтийского флота, осуществленных 20—24 сентября 1944 года в ходе наступательной Таллинской операции войск Ленинградского фронта во время Великой Отечественной войны, часть Прибалтийской стратегической операции 1944 года.

## Задачи операции
На войска Ленинградского фронта (командующий Маршал Советского Союза Л. А. Говоров) возлагалась задача ликвидировать оперативную группу «Нарва» (командующий генерал пехоты Антон Грассер) из состава немецко-фашистской группы армий «Север» и освободить территорию Эстонской ССР. Краснознаменный Балтийский флот должен был прикрыть наступление приморских флангов соединений войск Ленинградского фронта, не допустив высадки десантов противника, и, действуя на морских сообщениях, затруднить подвоз и эвакуацию вражеских войск из портов Эстонии и Финляндии.

## Проведение операции
17 сентября 1944 года на направлении главного удара войск Ленинградского фронта перешли в наступление войска 2-й ударной армии. Успешно прорвав оборону противника, они глубоко охватили южный фланг немецкой оперативной группы «Нарва», оборонявшейся на перешейке между Чудским озером и Финским заливом. Во избежание окружения немецкое командование отдало приказ о её отводе. Используя этот успех, в наступление перешли войска противостоящей советской 8-й армии, развернувшие стремительное наступление на Таллин вдоль южного берега Финского залива. В этих условиях решающую роль приобрело содействие успешному наступлению сухопутных войск силами флота. Командование флота решило произвести высадку десантов на побережье залива для захвата важных пунктов.
Первый десант был высажен 20 сентября 1944 года на острове Большой Тютерс. На остров был направлен отряд из 4-х торпедных катеров под командованием Героя Советского Союза В. М. Старостина из состава бригады торпедных катеров флота. На борту находилась разведрота из состава 1-го отдельного батальона морской пехоты флота (командир десанта — майор А. О. Лейбович). При высадке десанта выяснено, что противника на острове нет.
Второй десант был высажен 21 сентября в порту города Кунда. Отряд из 6 торпедных катеров высадил группы морских пехотинцев на территории порта. Выяснено, что противник уже оставил порт и город.
Третий десант был высажен 22 сентября в городе Локса. Высадку производил отряд из 12-ти торпедных катеров, была высажена усиленная рота из состава 1-го отдельного батальона морской пехоты (284 бойца, командир десанта — майор А. О. Лейбович). Противника в городе уже не оказалось.
Четвёртый десант был высажен также 22 сентября в порту города Таллин. Отряд из 8-ми торпедных катеров высадил усиленную роту морских пехотинцев (231 человек) в Военной гавани Таллинского порта. К тому времени в городе уже находились передовые части 8-й советской армии, на территории порта противника не было.
Пятый десант был высажен 23 сентября также силами торпедных катеров на острова Аэгна и Найссаар. На каждый остров были высажены по небольшой разведгруппе, в общей численности равными роте морской пехоты. Противника на островах не оказалось.
Шестой десант был высажен 24 сентября в порту города Палдиски. В порт вошли 8 торпедных катеров под командованием Героя Советского Союза В. П. Гуманенко. Она доставили роту из состава 260-й отдельной бригады морской пехоты. Через несколько часов прибыл второй отряд десанта на 10-ти торпедных катерах. Противника в городе уже не было.
26 сентября 1944 года войска Ленинградского фронта освободили последние населённые пункты на материковой территории Эстонии от немецких оккупантов. На этом Таллинская операция была завершена.

## Итог
Из шести высаженных десантов все шесть оказались высажены на территории, уже оставленной противником или даже уже занятой советскими сухопутными частями. Это является показателем крайне не эффективной работы разведки флота и отсутствием надлежащего взаимодействия командования Балтийского флота с командованием Ленинградского фронта. В советской военной историографии эти десанты упоминаются часто, но ничего не говорится о боевых столкновениях, нанесенном врагу уроне и захваченных трофеях. Таким образом, цель десантов — содействие войскам фронта в наступлении по побережью — достигнута не была, а сами десантные операции свелись к морским перевозкам войск катерами и взятии под охрану брошенных отступавшим врагом населённых пунктов и островов.

## Комментарии
1. ↑  В одном из источников говорится, что высадка десанта в Палдиски производилась при слабом сопротивлении со стороны противника[3].
2. ↑  В качестве примера можно привести статью «Таллинская операция» в «Советской военной энциклопедии»[4].